# برينت هودج
برينت هودج هو كاتب سيناريو ومخرج كندي، ولد في 9 يوليو 1985 في سانت ألبرت في كندا.

## وصلات خارجية
- برينت هودج على موقع IMDb (الإنجليزية)
- برينت هودج على موقع ألو سيني (الفرنسية)
- برينت هودج على موقع أول موفي (الإنجليزية)
- برينت هودج على موقع قاعدة بيانات الفيلم (الإنجليزية)
- برينت هودج على موقع كينوبويسك (الروسية)